# Ђорђе Маринковић (свештеник)
Ђорђе Маринковић (Сурдук, код Старе Пазове, 1883 — Нови Сад, 25. новембар 1957), православни свештеник и друштвено-политички радник АП Војводине.

## Биографија
Рођен је 1883. године у селу Сурдуку, код Старе Пазове. Потицао је из породице са дугом свештеничком традицијом, коју је прекршио његов отац Паја, који је био ковач и земљорадник. Паја и његова супруга Софија Соја изродили су једанаесторо деце, од којих је у животу остало само четворо.
Ђорђе је завршио гимназију у Сремским Карловцима, а како његови родитељи нису имали средстава да га шаљу на даље школовање у Пешту или Беч, наставио је породичну традицију и уписао Карловачку богословију. После завршетка богословије, оженио се Миланом Шајковић, након чега је постао свештеник. Милана је била из угледне породице и завршила је Учитељску школу у Сомбору, а извесно време је провела на допуни образовања у Пешти.
Ђорђе и Милана су десет година службовали по Славонији и западном Срему. Најпре у Дољанима, код Дарувара, а потом у Стријежевици, код Пожеге; Сремској Рачи и Борову, код Вуковара. У овом периоду родило се њихово четворо деце — Даринка (1908), Миленко (1910), Вида (1911) и Софија (1916). Након преласка у Борово, његова супруга Милана се разболела од туберкулозе и умрла 1919. године.
Године 1919, на инсистирање супруге, Ђорђе је као ванредни студент уписао Правни факултет у Загребу. Његово школовање је прекинуо Први светски рат, након кога је дипломирао на Правном факултету у Суботици. После дипломирања Ђорђе се са породицом преселио у Сомбор, где је радио као бележник у Сомборској жупанији. Како би обезбедио бригу за четворо мале деце, оженио се са учитељицом Даницом Лесковац из Куле, али је она преминула 1935. године.
Године 1930. Ђорђе је прешао у Нови Сад, где је радио у Бановинској управи. Пошто је био присталица Самосталне демократске странке Севтозара Прибићевића, за време Шестојануарске диктатуре 1929. године је био премештен у Скопље, али се тамо није дуго задржао. По други пут је био премештен у Скопље, 1940. године након хапшења његове ћерке Соње, која је била члан илегалне Комунистичке партије. Интервенцијом његових утицајних пријатеља, вратио се у Нови Сад.
Након окупације Југославије, 1941. године мађарске окупационе власти су отпочеле са протеривањем из Новог Сада свих грађана који нису били рођени у њему у одређеном периоду. Ђорђе је тада напустио Нови Сад и по савету ћерке Соње је прешао у Петровград, где је са ћерком Видом живео за време окупације.
Одмах по ослобођењу Петровграда, 2. октобра 1944. године Ђорђе Маринковић је био постављен за првог председника Градског Народноослободилачког одбора. Тада је бо примљен у чланство Комунистичке партије Југославије (КПЈ), а од 25. јануара 1945. године је био члан Главног народноослободилачког одбора Војводине и члан његове Комисије за организационо учвршћивање народноослободилачких одбора на подручју Срема, Баната, Бачке и Барање. Од 8. фебруара 1945. је био члан Председништва Главног НОО Војводине, након чега је био именован за повереника за унутрашње послове Војводине.
На Скупштини изасланика народа Војводине, одржаној 30. и 31. јула 1945. године у Новом Саду био је поново изабран за члана Главног НОО Војводине, а када је 1946. године формирана Народна скупштина АП Војводине био је изабран за њеног председника. Ову функцију обављао је током 1946. и 1947. године.
Умро је 25. новембра 1957. године у Новом Саду, а сахрањен је на Успенском гробљу.
У току Народноослободилачког рата погинули су му син Миленко (1910—1944) и ћерка Соња (1916—1941), која је проглашена за народног хероја.